# Гусейнов, Ибад Мовсум оглы
Ибад Мовсум оглы Гусейнов (азерб. İbad Mövsüm oğlu Hüseynov; род. 18 октября 1970, Муганлы, Нагорно-Карабахская автономная область) — азербайджанский военный деятель, кавалер ордена «Азербайджанского знамени», командир диверсионно-разведывательного отряда в годы Карабахской войны. Национальный герой Азербайджана (2020).

## Биография
Родился в селе Муганлы Мартунинского района Азербайджанской ССР.
Служил в Советской армии в одной из частей на Амуре. Узнав о событиях чёрного января 1990 года, когда советская армия подавила беспорядки в Баку, Гусейнов вместе с другими военнослужащими из Азербайджана начал голодовку с требованием отпустить его в Азербайджан. В результате, был уволен в запас до завершения срока службы и смог вернуться в Азербайджан.
Вернувшись в Азербайджан, Гусейнов участвовал в Первой карабахской войне. Диверсионно-разведывательный отряд из 14 человек, которым командовал Гусейнов, принимал участие в боях в Мартунинском районе.
По утверждению самого Гусейнова, именно он в июне 1993 года в селе Муганлы убил армянского военачальника Монте Мелконяна. При этом по словам брата Монте Мелконяна Маркара и участников событий с армянской и азербайджанской сторон, Монте Мелконян погиб в селе Марзили, и обстоятельства его гибели, рассказанные Гусейновым, являются фальсификацией.
В 1994 году Ибад Гусейнов встретился и сфотографировался с президентом республики Гейдаром Алиевым в окопе на месте боев[значимость факта?].

## Награды
9 октября 1994 года указом президента Азербайджанской Республики Гейдара Алиева № 218 старшина Ибад Гусейнов «за храбрость и отвагу, проявленные при защите азербайджанских земель» был награждён орденом «Азербайджанское знамя».
9 декабря 2020 года распоряжением президента Азербайджана Ильхама Алиева старшему сержанту запаса Ибаду Гусейнову за «особые заслуги в восстановлении территориальной целостности Азербайджанской Республики и мужество, проявленное при выполнении боевых задач» присвоено звание Национального героя Азербайджана.
10 мая 2024 года распоряжением президента Азербайджана Ильхама Алиева Юбилейная медаль «100-летие Гейдара Алиева (1923-2023)».
18 октября 2020 медаль «100-летие органов государственной безопасности и внешней разведки Азербайджанской Республики (1919–2019)».
2022 год Юбилейная медаль «15-летие министерства оборонной промышленности Азербайджанской Республики (2005-2020)»

## Личная жизнь
Ибад Гусейнов женился 12 ноября 1999 года. Поздравительное письмо отправил также президент республики Гейдар Алиев.

## Фильм об Ибаде Гусейнове
В 2010 году режиссёром Этибаром Мамедовым был снят фильм «Солдат», посвящённый Ибаду Гусейнову. 17 июня на презентации фильма выступили депутаты Милли меджлиса Азербайджанской Республики Айдын Мирзазаде, Ганира Пашаева, Хавва Мамедова.